# Istanbul
 Der er for få eller ingen kildehenvisninger i denne artikel, hvilket er et problem. Du kan hjælpe ved at angive troværdige kilder til de påstande, som fremføres i artiklen.

Istanbul (tyrkisk: İstanbul) er Tyrkiets største og tættest befolkede by. Byen var tidligere kendt under navnet Konstantinopolis (græsk: Konstantins by) (dansk: Konstantinopel) og før det, Byzantion (dansk: Byzans). Tyrkerne indtog Konstantinopel i 1453 med det daværende Osmanniske rige med Fatih Sultan Mehmet som sultan og gjorde den til hovedstad for det osmanniske imperium. I 1930 blev byen officielt omdøbt til Istanbul, som den kendes i dag.
Byen ligger på den nordlige kyst af Marmarahavet på begge sider af Bosporusstrædet og dermed i både Europa og Asien (Anatolien). Den ældste del af byen, på tyrkisk kaldet Stamboul, ligger på den europæiske side, og den anatolske side blev først bebygget i starten af 1900-tallet. Et mindre stræde, Det gyldne Horn, skiller denne fra det mere moderne erhvervs- og velhaverkvarter Taksim. Størstedelen af byens indbyggere (65%, mere end otte millioner) bor på den europæiske side, og det er også her de nye finanskvarterer holder til i Levant og Maslak.

## Byens navn
Oprindeligt var Byzantion en græsk koloni opkaldt efter en mytisk skikkelse ved navn Byzas. Efter Konstantin den Stores tid prøvede man at trække paralleller til Rom ved at vise til begge byers syv høje, og at gøre Byzas til fjende af sin bror Strombos, sådan som det gik med Romulus og Remus. I romersk tid spillede Byzantion ingen særlig rolle, før Konstantin i 324 valgte stedet til sæde for sin nye hovedstad. Den blev kaldt Konstantinoúpolis efter ham, og blev også omtalt som Nea Roma, det nye Rom. Først i tyrkisk tid fik den sit nuværende navn Istanbul, en sandsynlig forvanskning af græsk "is tin polin" ("til byen").

## Historie
Udgravningerne til tunnelen, der skal gå mellem den asiatiske og den europæiske side og som blev påbegyndt i 2007 har ført til opdagelsen af at byens historie kan føres tilbage til stenalderen – der er fundet grave, som foreløbig menes at lægge 3-4000 år til byens alder.

### Byzans
Byzans var en græsk koloni i Thrakien ved det sydlige indløb til Bosporus, anlagt fra Megara omtrent i 667 f.Kr. Dens gunstige beliggenhed skaffede byen store rigdomme, men den blev afhængig af perserne, da de trængte frem nord om Sortehavet. Under perserkrigene blev byen erobret af grækerne under Pausanias (478 f.Kr.) og kom kort efter ind under det ioniske søforbund under Athens ledelse.
Under den peloponnesiske krig svigtede byen Athen i 411 f.Kr., og i de følgende år var den genstand for adskillige kampe. Ved fredsslutningen efter krigen kom den under Sparta, men da Athen dannede sit 2. søforbund, sluttede Byzans sig til det i 378 f.Kr.. Byen deltog alligevel i opstanden mod Athen i 357 f.Kr., og man søgte støtte hos kong Filip af Makedonien, men da han ønskede at skaffe sig herredømme over Thrakien og Bosporus, forsvarede byen sin uafhængighed overfor ham med stor tapperhed, og Filips belejring af byen slog fejl (340 f.Kr.).
Også under nabostaternes senere kampe lykkedes det Byzans at holde sig uafhængig, og indbyggerne tjente stadigvæk store rigdomme. Selv under Romerherredømmet bevarede Byzans en privilegeret stilling, men Septimius Severus straffede den hårdt, fordi den havde taget parti for hans modkejser, Pescennius Niger.

### Konstantinopel
Konstantin den Store gjorde i 328 byen til Romerrigets hovedstad under navnet "Nova Roma", men indbyggerne kaldte den Konstantinopel, som betyder Konstantins By. Konstantinopel har haft en betydning for Europas historie, som det er vanskeligt at udmåle, og selv om indflydelsen er tydeligst i Østeuropa, var byen som hovedstad i det østromerske rige omdrejningspunktet for al europæisk storpolitik i det meste af Middelalderen.
Det østromerske rige blev et selvstændigt kejserdømme ved delingen af Romerriget i 395. Hovedstaden var Byzantion, som rigets første kejser, Konstantin den Store, omdøbte til Konstantinopel, "Konstantins by". Efter sammenbruddet af det vestromerske rige i 476, blev byen hovedstad for hele Romerriget, og da de vestlige provinser gik tabt, blev byen i mere end 1000 år hovedstad i det østromerske rige. I løbet af Middelalderen blev byen angrebet adskillige gange, men kombinationen af de massive forsvarsværker med brugen af græsk ild gjorde den i praksis uindtagelig, indtil kanoner blev taget i brug som belejringsskyts. Konstantinopel var den sidste rest af det engang så mægtige Romerrige, da de tyrkisktalende osmanner erobrede byen og dens omegn i 1453.
Mange danskere kom i vikingetiden og tidlig middelalder til Konstantinopel, og i det 9. og 10. århundrede angreb vikinger fra deres base omkring Novgorod og Kijev (bl.a. under ledelse af fyrst Oleg af Kiev) byen uden det store held, men det resulterede dog i, at der blev indgået nogle handelsaftaler parterne imellem. Det var traditionel politik i det østromerske rige at alliere sig med de farligste fjender, og det førte til, at man oprettede væringerkorpset som vagter i Konstantinopel.
Byggestilen i Kalundborg kirke viser påvirkning fra Konstantinopel, og mange af de tidligste danske kalkmalerier rummer også tydeligt byzantinske stilelementer.

#### Miklagård
Miklagård var de svenske vikingers navn for Konstantinopel, som de for første gang ankom til i 900-tallet. Det var især de svenske vikinger, som rejste dertil som handelsmænd. Her handlede de på store basarer med arabere og grækere, som kaldte dem 'rus'. Heraf kommer navnet Rusland. De rejste primært dertil ad de russiske floder. Nogle har sandsynligvis også rejst vest om Europa. Vikingerne kom til Miklagård før Leif den Lykkelige betrådte Nordamerika og sikkert også før Erik den Røde ankom til Grønland. Vikingerne udgjorde også flertallet af den Varangianske Gard, den byzantinske kejsers personlige livvagt, som blev stiftet af Kejser Basil den anden i 874.

### Istanbul
Væsentligste seværdigheder i byen er Den blå Moske (Sultanahmet), Hagia Sofia, den store bazar samt krydderibazaren. Byen fik i 1875 den første undergrundsbane i Kontinentaleuropa, Tünel. Byen er derudover meget kendt for sin historie. I Istanbul kan du finde mange forskellige borge og flotte slotte som blev bygget helt tilbage under det Osmanske Kejserrige. Herunder har Istanbul Topkapi-paladset, Dolmabahce, Beyler beyi Slottet mm.
Istanbul har en hel del slotte, parker, metroer, toge og moskeer med en meget betydningsfuld historie bag sig.
Istanbul er også et af de mest udviklede byer i hele Anatolien (Lille Asien) og derudover blev Istanbul i 2010 udpeget som Europæisk kulturhovedstad.
Lige nu bor der omkring 13,4 mio. mennesker i hele Istanbul og dette gør byen til Tyrkiets største. Hovedstaden er dog den næststørste by Ankara.
Istanbul er med sine 321 seværdigheder den by i hele verden, som har flest seværdigheder.[kilde mangler]
Istanbul er både en del af Balkan landene, Europa og Anatolien (Lille Asien)

## Klima
Istanbul har et tempereret klima, med kølige, fugtige vintre og varme, moderat tørre somre. Efter Köppens klimaklassifikation har Istanbul et overgangs fugtigt subtropisk klima (Cfa), kystklima (Cfb) og middelhavsklima (Csa). Frost og sne indtræffer hver vinter, dog i ret få dage. Nogle vintre opstår der "lake effect" sne, som kan lamme byen og blive på jorden i mere end en uge. Selvom det sene forår og sommeren er de tørreste årstider, er der ingen tør sæson, da der er moderat nedbør. Forår og efterår i Istanbul er milde, men kan være omskiftelige og variere fra kolde og snerige til varme og fugtige. Den årlige luftfugtighed er altid høj og falder sjældent til under 70%. Som et resultat af denne høje luftfugtighed føles vinteren ofte meget koldere og somrene meget varmere.
| Vejr for Istanbul               | Vejr for Istanbul | Vejr for Istanbul | Vejr for Istanbul | Vejr for Istanbul | Vejr for Istanbul | Vejr for Istanbul | Vejr for Istanbul | Vejr for Istanbul | Vejr for Istanbul | Vejr for Istanbul | Vejr for Istanbul | Vejr for Istanbul | Vejr for Istanbul |
|                                 | Jan               | Feb               | Mar               | Apr               | Maj               | Jun               | Jul               | Aug               | Sep               | Okt               | Nov               | Dec               | År                |
| ------------------------------- | ----------------- | ----------------- | ----------------- | ----------------- | ----------------- | ----------------- | ----------------- | ----------------- | ----------------- | ----------------- | ----------------- | ----------------- | ----------------- |
| Gennemsnitlig maks °C           | 8,5               | 9,1               | 10,8              | 15,4              | 20                | 24,5              | 26,5              | 26,7              | 23,6              | 19,1              | 14,7              | 10,8              | 17,5              |
| Gennemsnitlig min °C            | 3,2               | 3,1               | 4,2               | 7,7               | 12,1              | 16,5              | 19,5              | 20                | 16,8              | 13                | 8,9               | 5,5               | 10,9              |
| Gennemsnitlig nedbør mm         | 105               | 77                | 72                | 45                | 34                | 34                | 32                | 40                | 58                | 88                | 101               | 123               | 809               |
| Kilde (20. april 2017): TurVejr |                   |                   |                   |                   |                   |                   |                   |                   |                   |                   |                   |                   |                   |